# Raimond Centullion
Raimond Centullion est un ecclésiastique français, évêque d'Apt de 1272 à sa mort le 10 juillet 1275.

## Biographie
Raimond Centullion est apparenté à l'évêque d'Apt Guillaume Centullion, qui est probablement son oncle. Raimond Centullion est chanoine d'Apt dès 1257, date où le voit accompagner son évêque Pierre Baile à Marseille,.
Raimond Centullion devient évêque d'Apt en 1272,,, succédant à Ripert de Viens,,,. Il consacre deux autels dans sa cathédrale,.
Il meurt le 10 juillet 1275,,.